# Częstobrona
Częstobrona – staropolskie imię żeńskie, złożone z członów Często- ("często") i -bron/a ("bronić się"). Mogło ono oznaczać "tę, która często się broni", czy też "tę, której się często udaje obronić". Notowane w Polsce od średniowiecza, także w formie Częstobronka. 
Przykładowe dawne zdrobnienia: Częstocha, Częstochna, Częstorka. 
Częstobrona imieniny obchodzi 3 października.